# Metzeral
Metzeral je občina v departmaju Haut-Rhin francoske regije Alzacija.
Leta 1990 je v občini živelo 1 041 oseb oz. 34 oseb/km².